# Intramedullär
Die Ortsbezeichnung intramedullär (von lat. medulla, das Mark) bezeichnet in der medizinischen Fachsprache die Lage im Markraum eines Organs.
Dies kann sich auf das Knochenmark (Medulla ossium), das Rückenmark (Medulla spinalis oder Medulla oblongata) oder das Nierenmark (Medulla renalis) beziehen.
Die Lage außerhalb des Marks wird als extramedullär bezeichnet.